# Kamatozás

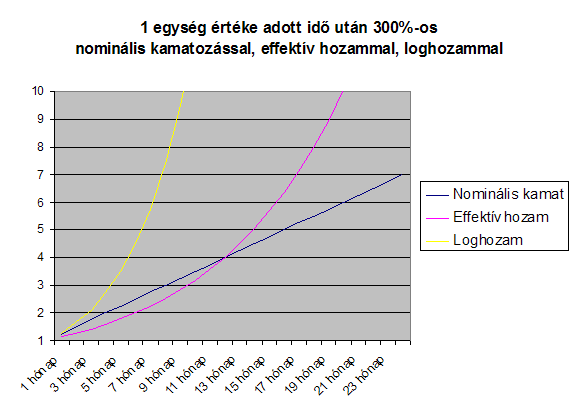
A három eltérő kamatszámítási mód
Érdekes megfigyelni a nominális kamat és az effektív hozam metszéspontját egy évnél.

A kamat a pénz időértékének megtestesülése. Ha egy pénzösszeget a bankba elhelyezünk, akkor a bank pénz használatáért a betétünkre bizonyos kamatot ad. Hasonlóan, ha a bank pénzét használjuk, akkor ezért a felvett hitelért bizonyos ellenszolgáltatást kell nyújtanunk. Mivel a betétek és a hitelek kamatszámítási módja eltérő, ezért érdemes megismerni a három elterjedt változatát.

## Nominális kamatozás
A nominális kamatozás (névleges vagy egyszerű kamatozás) során a kiinduló összeg (az alaptőke) bizonyos százalékban kifejezett hányadát szabályos időközönként (kamatperiódus) hozzáadják a tőkéhez. Ezt a százalékot kamatlábnak nevezzük.

A banki hirdetésekből ismert EBKM (egységesített betéti kamatláb mutató) is a nominális kamatozás módszerével számítódik. Ennek a bankok részéről praktikus oka, hogy az éves nominális kamatból számított egy évnél rövidebb távra szóló kamat magasabb, mint éven belül az effektív hozam, így az ügyfeleknek többnek tűnhet.
Számítási módja:
{\displaystyle V_{0}\;} : alaptőke
{\displaystyle V_{1}\;} : tőke a futamidő végén
{\displaystyle t\;} : futamidő a kamatperiódusok számában kifejezve
{\displaystyle k\;} : kamatláb
Nominális kamatozás esetén a kamatozási periódus végén kapott összegek számtani sorozatot alkotnak.

### Példa
Egy újsághirdetésben azt látjuk, hogy 11%-os éves kamatot ad az egyik bank féléves lekötésre. Le szeretnénk kötni 1000 Ft-ot, mennyit kapunk fél év múlva?
{\displaystyle V_{0}=1000;\quad k=11\%=0,11;\quad t={\frac {1}{2}}}
{\displaystyle V_{1}=V_{0}\cdot (1+t\cdot k)=1000\cdot \left(1+{\frac {1}{2}}\cdot 0,11\right)=1055}

## Effektív hozam
Az effektív hozam (vagy kamatos kamat) alkalmazásánál a kamatperiódus végén a kamatot nem fizetik ki, hanem hozzáadják a tőkéhez és ez a következő időszakban többletkamatot eredményez, így a kapott kamat is kamatozik. A kamatjóváírás a gyakorlatban történhet többévente, évente, vagy havonta, és bár a banki gyakorlatban ritka, de elképzelhető rövidebb, tetszőleges tőkésítési periódus (nap, perc stb.) is. A közgazdaságtanban és a pénzügyekben az effektív hozam elterjedt, kamat címén szinte kivétel nélkül ezt számolják.

A THM-et (teljes hiteldíj mutató) is jellemzően effektív hozam módszerrel számolják ki.
Számítási módja:
{\displaystyle V_{0}\;} : alaptőke
{\displaystyle V_{1}\;} : tőke a futamidő végén
{\displaystyle t\;} : futamidő a kamatperiódusok számában kifejezve
{\displaystyle r\;} : effektív hozam
Kamatos kamatozás esetén a periódusidők végén kapott összegek mértani sorozatot alkotnak.

### Példa
Hasonlítsuk össze, hogy mi történne, ha effektív hozammal számítanánk ki a fél év után esedékes pénzünket!
{\displaystyle V_{0}=1000;\quad r=11\%=0,11;\quad t={\frac {1}{2}}}
{\displaystyle V_{1}=V_{0}\cdot (1+r)^{t}=1000\cdot (1+0,11)^{\frac {1}{2}}=1000\cdot {\sqrt {1,11}}\approx 1053,565}
Ez valamennyivel kevesebb, mint amit nominális kamatozással kaptunk volna.

## Logaritmikus hozam
A logaritmikus hozam (gyakran rövidebben loghozam) másik neve folyamatos kamatozás, ugyanis a kamatfizetés technikailag minden időpillanatban történik. Számítási módjának megértéséhez először vezessük be az {\displaystyle r} hozamú, éven belül {\displaystyle m} alkalommal történő kamatos kamatozás képletét:
Ha {\displaystyle m} tart a végtelenhez (azaz a bank minden pillanatban jóváírja a kamatot), akkor határértéke {\displaystyle e^{r}}, ahol {\displaystyle e} az Euler-féle szám, a természetes logaritmus alapszáma (értéke közelítőleg: {\displaystyle e\approx 2,718}):
Így a folytonos kamatozás képlete:
{\displaystyle V_{0}\;} : alaptőke
{\displaystyle V_{1}\;} : tőke a futamidő végén
{\displaystyle t\;} : futamidő a kamatperiódusok számában kifejezve
{\displaystyle y\;} : loghozam
Bár a mindennapi életben nem találkozhatunk vele, de a bankoknál rendszeresen alkalmazzák, mivel a számítások több esetben jelentősen egyszerűsödnek vele.

### Példa
Megmutatjuk, hogy miért egyszerű loghozamokkal számolni! Legyen most is az indulótőkénk 1000 Ft, amit le szeretnénk kötni 3 évre. Olyan szerencsések vagyunk, hogy tudjuk előre három évre az éves loghozamokat, amelyek rendre 5%, 6% és 7%.
{\displaystyle V_{0}=1000;\quad y_{1}=5\%=0,05;\quad y_{2}=6\%=0,06;\quad y_{3}=7\%=0,07;}
{\displaystyle V_{1}=V_{0}\cdot e^{y_{1}}=1000\cdot e^{0,05}\approx 1051,27}
{\displaystyle V_{2}=V_{1}\cdot e^{y_{2}}=1051,27\cdot e^{0,06}\approx 1116,28}
{\displaystyle V_{3}=V_{2}\cdot e^{y_{3}}=1116,28\cdot e^{0,07}\approx 1197,22}
Kicsit egyszerűbben, a hatványozási azonosságot kihasználva:
{\displaystyle V_{3}=V_{2}\cdot e^{y_{3}}=V_{1}\cdot e^{y_{2}}\cdot e^{y_{3}}=V_{0}\cdot e^{y_{1}}\cdot e^{y_{2}}\cdot e^{y_{3}}=V_{0}\cdot e^{y_{1}+y_{2}+y_{3}}}
{\displaystyle V_{3}=V_{0}\cdot e^{y_{1}+y_{2}+y_{3}}=1000\cdot e^{0,05+0,06+0,07}=1000\cdot e^{0,18}\approx 1197,22}

## Ajánlott irodalom
- Bodie, Z. - Kane, A. - Marcus, A. J. (2005), Befektetések, Aula Kiadó, ISBN 963-95-8542-4
- Brealy, R. A. - Myers, S. C. (2005), Modern vállalati pénzügyek, Panem Kiadó, ISBN 963-54-5422-8